# Lobelia imperialis
Lobelia imperialis är en klockväxtart som beskrevs av Franz Elfried Wimmer. Lobelia imperialis ingår i släktet lobelior, och familjen klockväxter. Inga underarter finns listade i Catalogue of Life.